# Петър Чаулев
Петър (Петруш) Якимов Чаулев е български революционер, член на Централния комитет на Вътрешната македонска революционна организация. Използва псевдоними като Езерски, Стефка, Карабибер, Караоормански, Майски, Торлаков, Турлаков и Wassermann.

## Биография

### Във ВМРО
Петър Чаулев е роден през 1881 година в Охрид, в семейството на рибаря Яким Чаулев и Флора Чаулева, по баща Шапкарева. Завършва трети клас в Охридското българско класно училище, а след това пети клас в Битолската българска гимназия, където членува в революционен кръжок.
Става учител в охридските села Сошани и Доленци и от 1897 година е член на Вътрешната македоно-одринска революционна организация. Участва в запалването на къщата на местен бег зулумаджия.
В края на 1902 година войводата Никола Русински, преди да напусне Охридско, поделя четата си на девет чети, разпределени по райони, и Чаулев става войвода на една от четите. През Илинденско-Преображенското въстание е войвода на селската чета от Мешеища - около 200 души, с която се сражава в Охридско и Крушовско. По-късно става секретар в четата на войводата Деян Димитров, а след това се включва в четата на Христо Узунов.
След въстанието разпуска 15-16-те си четници, и подобно на Узунов остава като войвода на малка чета от 5 – 6 души в района на Галичица. Работи за възстановяване на организацията и след смъртта на Узунов през пролетта на 1905 година, или от есента на 1906 година става ръководител на Охридско-Стружкия революционен район заедно с Лазар Цириов и член на Битолския окръжен комитет. През лятото на 1906 година Алберт Сониксен присъства на няколко съдебни процеси, ръководени от Петър Чаулев в малко планинско село. Описва го като решителен и строг, но справедлив. Води чета от 7 души и е подпомаган от Деян Димитров.
През есента на 1907 година се установява в София, Свободна България. През 1908 участва като делегат от Солунския революционен окръг на Кюстендилския конгрес. На конгреса застъпва виждането за революционни действия с по-малки чети.
| “ | За брата Алберт Сониксен в гората Братко Раздялата ни бе много тревожна. Исках да ти пиша още утринта за ползата от албанската емиграция(?) в нашите места, но за съжаление не ми оставаше свободна минута чак до сега. Да бех знаел какво ще ни се случи през тия неколко дена, немаше да те пусна за друг район, но макар и да не бе зрител на това, с настоящето ще се мъча да те осветля до колко се може. Същата вечер след разделата ни имахме два пъти среща с аскер но минахме незабелязано. Утринта след едно бързо распореждание, всички пътеки беха заловени от селските чети. На 25 вечерта една (наша) селска чета открила албанската. Сражавали са се около 7 часа. За резултатът на това сражение точни сведения още немам, след некой ден ще ти пиша. На 26ти (…) бех предаден в с. Завой вечерта преди мръкване от Охрид тръгва потера, начело с Охр. Каймакамин и неколко офицери. На 11/2 часа по турски срещнахме се с потерата в реката между с. Завой и Опеница. Невъзможно бе да се (…). Открихме огън. Сражавахме се 2 ½ часа. Два пъти ни атакуваха но не можаха да сполучат. Дойде и друг аскер. Най-после бехме принудени да сражение (?) без никакви загуби. От турците има убит един конни стражар (сувария) и три войника. Каймакамина разядосан от туй и неможейки на нас да отмъсти, влиза в с. Опеница, искарва от къщи всички първенци от които един Христо Полякот убива и 5-6 души след големи истезания вързва и ги арестува в Охр. Затвор. Друго за сега нема. Всички сме здрави. От портретите чакам да ми испратиш. Желая Ви здраве. С поздрав П. Чаулев 28 юни 1906 год | ” |
|   | |   |

След Младотурската революция се обявява против ръзоръжаването на ВМОРО. Четата му тържествено е посрещната в Охрид. Присъединява се към Народната федеративна партия (българска секция) на Яне Сандански.
След изпряването на Хуриета, е арестуван от властите, но успява да избяга в Албания. В началото на 1911 година заедно с Христо Чернопеев и Тодор Александров е избран за член на ЦК на ВМОРО. През март 1911 година се среща с членове на албанския революционен комитет в Цетине. През есента на 1911 година се движи в Кичевско, Демирхисарско и Битолско с чета от 80 души. През есента на 1912 година заедно с Стефан Атанасов и Деян Димитров решават да обявяват Рабетинкол, Дебърца, Малесия и Демирхисар за свободни зони като провеждат редица акции и съвместно със селската милиция нанасят тежки загуби на турските войски.

### През войните за национално обединение
По време на Балканската война оглавява Трета отделна партизанска рота на Македоно-одринското опълчение със сборен пункт град Радовиш. Подпомага сръбското настъпление във Вардарска Македония. Ръководеният от него отряд четници и милиция се сражава на 4 и 5 ноември 1912 година при селата Прибилци и Брежани, като пленяват около 600 османски войници. На 6 ноември Чаулев води 15-часово сражение при прохода Бухово, между Ресен и Охрид, отблъскват войските на Джавит паша и пленяват около 300 души. На 10 ноември 1912 година отряд от 300 души начело с Чаулев освобождава Охрид и издига българското знаме на Самуиловата крепост. Когато на 13 ноември сръбските части влизат в Охрид Чаулев и всичките му четници са арестувани и въпреки протестите на местното население не са освободени. Четниците успяват да пробият стената на затвора и се отправят на изток към българските части.
| Трета отделна партизанска рота на МОО с командир Петър Чаулев | Трета отделна партизанска рота на МОО с командир Петър Чаулев | Трета отделна партизанска рота на МОО с командир Петър Чаулев | Трета отделна партизанска рота на МОО с командир Петър Чаулев | Трета отделна партизанска рота на МОО с командир Петър Чаулев | Трета отделна партизанска рота на МОО с командир Петър Чаулев |
| Номер                                                         | Име                                                           | Години                                                        | Околия                                                        | Селище                                                        | Бележки                                                       |
| ------------------------------------------------------------- | ------------------------------------------------------------- | ------------------------------------------------------------- | ------------------------------------------------------------- | ------------------------------------------------------------- | ------------------------------------------------------------- |
|                                                               | Иван Анастасов                                                |                                                               | Битолско                                                      | Църско (Големо или Мало)                                      | орден „За храброст“ ІV степен                                 |
|                                                               | Янаки Анастасов                                               |                                                               | Битолско                                                      | Църско (Големо или Мало)                                      | убит на 27 юни 1913 година                                    |

През април оглавява чета на Сборната партизанска рота. Четата му е формирана в село Оризари, Кочанско, и се състои от 24 души, от които 18 охридчани, като в нея влизат Никола Нелчинов, студент, Димитър А. Спространов, студент, Исай Чудов, Дуле Дуков, Любомир Весов. По време на Междусъюзническата война четата на Чаулев има задача да превземе моста на Вардар при Градец и след това да настъпи към гара Демир Капия, за да се озове в тила на сръбските части, разположени по десния бряг на реката при Криволак. Четата изпълнява задачата и по време на Криволашкото сражение унищожава обози и обезврежда много сръбски отделения.
След войната Петър Чаулев и Смиле Войданов с общо 189 четници възстановяват революционната си дейност в Охридско сега срещу новата сръбска власт.
Впоследствие се оттегля в Албания и обмисля да вдигне въстание срещу сръбската и гръцката власт в Македония. На 17 август 1913 година се среща в Елбасан с албанския революционен лидер Сефедин Пустина. На срещата е постигнато споразумение за заедно действие срещу новата сръбска власт в Западна Македония. Оглавява Охридско-Дебърското въстание и на 7 септември влиза в освободения Дебър, а след това на 12 септември четите на Чаулев и Павел Христов влизат в освободения Охрид. След четири дневни тежки боеве взема решение да разпусне четите, да се изтегли в Албания и да остави мирното население незащитено от набезите на окупаторите. Неговата фамилна къща също е опустошена впоследствие. Петър Чаулев е обвиняван във фантазьорство и мегаломанство заради плановете си. На 20 март 1915 година участва във Валандовската акция. Заедно с войводите Ване Стоянов, Петър Овчаров, Любомир Весов и Панайот Карамфилович и с общо 1000 четници разбиват сръбските войски в трите укрепени пункта Валандово, Пирава и Удово. Убити са 470 сръбски войници и 7 офицери, а Валандово е превзето, след което четите се изтеглят в България.
През септември 1915 година старши подофицер Чаулев завежда разузнавателен пункт №1 в Кюстендил на Партизанския отряд на Единадесета пехотна македонска дивизия. При началото на бойните действия през Първата световна война партизанската рота на Чаулев и Павел Христов, в която влизат няколко партизански взвода, взима участие във всички боеве при настъплението на българската армия по направлението Прилеп – Битоля – Охрид и освобождават Крушево.
Заедно с четите на Тодор Александров, Петко Пенчев и други войводи подпомага действията на Единадесета пехотна македонска дивизия. След това е назначен за околийски началник в Охрид.

### 1919 – 1924
След войната през 1919 година Петър Чаулев заедно с Александър Протогеров и Тодор Александров възстановяват вътрешната революционна организация в Македония под името ВМРО. Тримата влизат в новия Централен комитет на ВМРО.
Още през април 1919 година Чаулев навлиза с чета в Битолско.
През 1924 година съветски представители печелят на своя страна Димитър Влахов и Петър Чаулев. Чаулев подписва така наречения Майски манифест, с който ВМРО се съгласява да действа съвместно с комунистическите партии на Балканите. Петър Чаулев подтиква и Александър Протогеров да подпише документа, като слагат подпис и от името на отсъстващия Тодор Александров. Същата година Петър Чаулев издава книгата „Скипия (Албания)“ в Цариград.

### Убийството на Чаулев
След Майския манифест Петър Чаулев до голяма степен е изолиран от работата на ВМРО. На 15 септември 1924 година той публикува писмо във вестник „Федерасион Балканик“, в което обвинява Александър Протогеров за убийството на Тодор Александров, след което обявява намерението си да „възстанови ВМРО на базата на Майския манифест“. В отговор на това Протогеров отнема представителните пълномощия на Чаулев и Влахов, обвинени като действащи лица във „виенската игра не на преговори, а на сметки и хитрувания", целяща превръщането на ВМРО „в сляпо оръдие на Москва". Малко по-късно ВМРО издава смъртна присъда срещу Чаулев, смятайки го за отговорен за убийството на Тодор Александров.
По това време Чаулев живее в Италия, където на 5 ноември пристига Димитър Стефанов от кратовското село Марчино, един от опитните екзекутори на ВМРО. През декември той открива Чаулев в Милано, като на няколко пъти се отказва да го нападне, за да не пострадат други хора. Около обяд на 23 декември 1924 година в кафене в центъра на града Стефанов убива Петър Чаулев.
Малко по-късно вестник „Свобода или смърт“ на ВМРО от 15 януари 1925 г. бр. 3 пише:
| „ | Чаулевъ е убитъ не за отмъщение, а по силата на наказателния статутъ на В.М.Р.О., който е изриченъ: „изменниците се наказватъ съ смърть“. | “ |

Чаулев е женен за Злата Гулабова от Струга, която умира в 1916 година и оставя три малолетни деца. След смъртта ѝ Чаулев се жени повторно за Иванка Спространова от Охрид.
След 1944 година неговият син Кирил Чаулев става член на АСНОМ.

## Противоречия
Христо Матов обвинява Петър Чаулев за главен виновник за кръвопролитбата във ВМРО. Твърди, че, понеже Чаулев е албанец по произход, е с доста особен характер. Разказвал е история за охридска учителка, убита от Чаулев, защото е забременяла от него. Братята Христо и Милан Матови бягат от Петър Чаулев, а по-късно Милан Матов описва случката в "Спомените на Милан Матов, най-комитата разказва”. Определят Чаулев за съветски шпионин, раздаващ пари за каузите на Коминтерна.
Съгражданинът на Чаулев, журналистът Петър Карчев пише за Чаулев:
| „ | Ценни качества имаше като революционен организатор. Висок, сух, ще рече някой, да го духнеш, ще падне. Всъщност беше жилав, изпечен човек. Петре не обичаше много отдавна да слуша, когато друг разказва. Той вземаше думата и мъчно я изпускаше – не я даваше другиму. Преживял беше много, но и беше човек с развита фантазия. Преувеличаваше, с други думи, някои работи, ей така, за ефект, в минути на вдъхновено словоизлияние. Имаше у него начало на писателски дарби, атрофирани с време в грубите житейски борби. От своя войводски живот ми е разправял любопитни епизоди и много странни истории... Сядаше на стол или на пейка и подгъваше крака под себе си, „кръст-нозе“, по турски. Изваждаше дългия си чибук с топчест кехлибар от едната страна, захапваше го в уста, а на другия край, също с кехлибаров отвор – слагаше цигара... Петре Чаулев, голям и заслужен борец срещ турското иго, имаше много турски навици. Беше „чалъмлия“ човек, имаше нещо господарско и в жестовете, и в интонацията му. И дори в походката му имаше нещо агаларско, бейско... Протогеров ми разправяше, че Петре имал много повече връзки и познансква в Охридско, Кичевско, Стружко, в Дебърца и Ресенско, както и в Преспанско и албанските погранични до Македония краища, отколкото кой и да е революционен деятел по тези места. Петре владееше много добре и албанския език. | “ |